# Hansjörg Sinn
Hansjörg Sinn (* 20. Juli 1929 in Ludwigshafen am Rhein) ist ein deutscher Chemiker, ehemaliger Professor und Rektor der Universität Hamburg und ehemaliger Hamburger Senator.

## Leben
1948 studierte er Chemie und Physik in Mainz. 1956 wurde er bei Ferdinand Bohlmann an der TH Braunschweig über „Studien an Acetylen-Systemen“ promoviert. Sinn habilitierte sich in München 1963 bei Franz Patat über „Living polymers und Ziegler-Katalyse“. Während dieser Zeit heiratete er seine Frau Margrit, mit der er zwei Söhne hat. Sinn war nach seiner Habilitation zwei Jahre bei der BASF tätig, wo er die Nitroseabsorption und Salpetersäurebildung optimierte.
1965 folgte ein Ruf auf den Lehrstuhl für angewandte Chemie an der Universität Hamburg. Sein Arbeitsgebiet waren die Metallocen/Methylaluminoxan initiierten Polyreaktionen und die Pyrolyse von Kunststoffen und Altreifen. Berufungen an die Universitäten von Dortmund (1968) und München (1972) lehnte er ab. Er konnte diverse Patente in diesem Bereich anmelden und viele seiner ehemaligen Schüler sind inzwischen selbst Professoren geworden. Sinn emeritierte 1995.
Auch hochschulpolitisch wirkte Sinn. Er war mehrere Jahre Rektor und Vizepräsident der Universität Hamburg und 1978 bis 1984 parteiloser Hamburger Senator für Wissenschaft. In dieser Zeit initiierte er die Gründung der Technischen Universität Hamburg-Harburg. Ehrendoktorwürden der TU Hamburg-Harburg und der TU Clausthal (1999), sowie weitere Ehrenpreise zeugen für sein intensives Wirken in Lehre, Forschung und Politik. 1989 wurde er vom Hamburger Senat mit der Bürgermeister-Stolten-Medaille ausgezeichnet. 1993 wurde er Ehrenmitglied des Vereins Deutscher Ingenieure (VDI), der ihn 1997 mit der Grashof-Denkmünze auszeichnete. 1995 erhielt er die Alwin-Mittasch-Medaille. Im Oktober 2009 wurde ihm zu Ehren ein Hörsaal des Departments Chemie der Universität Hamburg nach ihm benannt. 
Inzwischen verwitwet, zog er in den Harz und arbeitete er noch bis 2017 in seinem Labor im Institut für Organische Chemie der TU Clausthal. Anlässlich seines 90. Geburtstag ehrte die TU Clausthal ihn mit einem Festkolloquium. Nach der plötzlichen und schweren Erkrankung und dem Tod seiner Frau Margret sowie dem Tod seiner späteren Lebensgefährtin Beate lebte er noch bis 2024 in seinem Haus in Buntenbock, ehe er in ein Seniorenheim in Osterode zog.